# Gypsy-Rose Blanchard
Gypsy-Rose Alcida Blanchard (Golden Meadow, 27 de julio de 1991) es una superviviente estadounidense víctima de Münchhausen por poderes. Fue sentenciada a diez años de prisión por el asesinato en segundo grado de su madre Dee Dee Blanchard, quien la había sometido a abusos físicos, mentales y médicos durante toda su vida.
Fue puesta en libertad condicional después de ocho años, a finales de diciembre de 2023. El sensacionalismo que rodea la infancia de Gypsy atrajo una amplia atención mediática, especialmente el engaño al que su madre la sometió haciéndola creer discapacitada y enferma terminal. Hulu produjo una serie limitada, The Act (2019), estrenada mientras aún estaba en prisión. Ha aparecido en entrevistas en una variedad de programas de televisión, como Dr. Phil, y otros programas se han basado en su historia. En 2024, su propio reality show, Gypsy Rose: Life After Lock Up, se estrenó en Lifetime.

## Biografía

### Primeros años de vida
Blanchard nació el 27 de julio de 1991, de Clauddinea "Dee Dee" Blanchard (de soltera Pitre), de 24 años, y Rod Blanchard, de 18 años. Su madre comenzó a afirmar que Gypsy-Rose tenía una serie de diferentes problemas de salud desde la infancia. Inicialmente, su madre le dijo que sufría distrofia muscular y necesitaba un andador. Cuando tenía alrededor de siete u ocho años, estuvo involucrada en un accidente menor de motocicleta con su abuelo, durante el cual sufrió una leve abrasión en la rodilla. Después de esto, Dee Dee le dijo que necesitaba una silla de ruedas.

### Mudanza a Misuri
Después de que el huracán Katrina destruyera su casa en Luisiana, Dee Dee y Gypsy-Rose vivieron en una casa alquilada en Aurora, en el suroeste de Misuri. Durante su estancia allí, Gypsy-Rose fue premiada por la Fundación Oley, que defiende los derechos de los receptores de alimentación por sonda, como su premio de Niña del Año 2007. Todo el tiempo Gypsy supo que no necesitaba la sonda de alimentación y sabía que podía caminar, pero continuó con la farsa por miedo a su madre. En 2008, Hábitat para la Humanidad les construyó una pequeña casa con una rampa para sillas de ruedas y un jacuzzi como parte de un proyecto más grande en el lado norte de Springfield, al este, y las dos se mudaron allí. La historia de una madre soltera con una hija gravemente discapacitada obligada a huir de la devastación del huracán Katrina recibió considerable atención de los medios locales, y la comunidad a menudo contribuyó a ayudar a la mujer que ahora se hacía llamar Clauddinnea Blanchard y a quien conocían como Dee Dee.
Muchas personas que conocieron a Gypsy-Rose quedaron encantadas con ella. Su apariencia física, marcadamente menos desarrollada de lo que cabría esperar, reforzaron la percepción de que tenía todos los problemas que su madre decía tener. Dee Dee afeitaba regularmente la cabeza de Gypsy-Rose para imitar la apariencia sin pelo de un paciente de quimioterapia, supuestamente diciéndole que dado que su medicación finalmente provocaría la caída del cabello, era mejor afeitarlo con anticipación. Gypsy-Rose solía usar pelucas o sombreros para cubrir su calvicie. Cuando salían de casa, Dee Dee solía llevar consigo un tanque de oxígeno y una sonda de alimentación; Gypsy-Rose fue alimentada con el suplemento nutricional líquido para niños PediaSure hasta los 20 años.
Dee Dee recurrió al abuso físico para controlar a su hija, siempre tomándola de la mano en presencia de los demás. Gypsy-Rose afirma que cuando decía algo que sugería que no estaba realmente enferma o que parecía estar más allá de su supuesta capacidad mental, su madre le apretaba la mano con mucha fuerza. Después, cuando las dos estuvieron solas, Dee Dee la golpeaba con las manos abiertas o con una percha.

### Independencia creciente
Dee Dee habría falsificado al menos una vez el certificado de nacimiento de Gypsy-Rose, creando una copia alterando su fecha de nacimiento a 1995 y así reforzar las afirmaciones de que todavía era una adolescente. Gypsy-Rose dijo en una entrevista posterior que durante 14 años no estuvo segura de su edad real. Dee Dee también ha afirmado en ocasiones que el certificado de nacimiento original fue destruido durante la inundación posterior a Katrina. Dee Dee conservó otra copia con la verdadera fecha de nacimiento de Gypsy. Gypsy recuerda haberlo visto durante una de sus visitas al hospital y sentirse confundida; a lo que Dee Dee respondió que era un error de imprenta.
Gypsy-Rose asistió a convenciones de ciencia ficción y fantasía desde 2001, a veces disfrazada, ya que podía integrarse en sus comunidades diversas e inclusivas en su silla de ruedas. En un evento de 2011, hizo lo que pudo haber sido un intento de fuga que terminó cuando su madre la encontró en una habitación de hotel con un hombre que había conocido online. Una vez más, Dee Dee presentó la documentación que indicaba la fecha de nacimiento más joven y falsa de Gypsy-Rose y amenazó con informar a la policía. Gypsy-Rose afirma que después, Dee Dee destrozó su ordenador con un martillo y amenazó con hacer lo mismo con sus dedos si alguna vez volvía a escabullirse. Gypsy afirma que estuvo encadenada y esposada a su cama durante dos semanas, sin embargo, no se encontraron esposas, correas ni cadenas en la casa. Más tarde, Dee Dee le dijo a Gypsy-Rose que había presentado documentos ante la policía alegando que Gypsy-Rose era mentalmente incompetente, lo que la llevó a creer que si intentaba acudir a la policía en busca de ayuda, no la creerían. 
Alrededor de 2012, Gypsy-Rose, que continuó usando Internet y el teléfono libremente, se puso en contacto con Nicholas Godejohn, un hombre de aproximadamente su edad de Big Bend, Wisconsin, a quien dijo haber conocido en un sitio web cristiano para solteros.
En 2014, Gypsy-Rose le confió a su vecina Aleah Woodmansee, de 23 años (quien, sin saber que Gypsy-Rose era más cercana a su edad, se consideraba una "hermana mayor"), que ella y Godejohn habían hablado de fugarse e incluso habían hablado de qué nombres le pondrían a sus futuros hijos. Gypsy-Rose, que tenía cinco cuentas separadas en Facebook,  y Godejohn flirteaban en línea, y sus intercambios a veces usaban elementos BDSM. Woodmansee trató de disuadirla, pensando que Gypsy-Rose era demasiado joven y un depredador sexual se podría estar aprovechando de ella. Consideró que los planes de Gypsy-Rose eran sólo "fantasías y sueños y nada como esto sucedería realmente". A pesar de los esfuerzos de Dee Dee para impedirle usar Internet, que llegaron incluso a destruir el teléfono y la computadora portátil de su hija, Gypsy-Rose mantuvo contacto con Woodmansee, quien guardó copias impresas de sus publicaciones, hasta 2014.
Al año siguiente, Gypsy-Rose organizó y pagó el viaje de Godejohn a Springfield. Planeaba fingir encontrarse con Godejohn por primera vez en un cine con su madre, y luego entablar una relación basada en el supuesto encuentro casual. Cuando se conocieron en persona, dice Godejohn, Gypsy-Rose lo llevó al baño, donde ambos mantuvieron relaciones sexuales. Los dos continuaron sus interacciones en Internet y comenzaron a desarrollar un plan para matar a Dee Dee.

## Asesinato de Dee Dee Blanchard
Godejohn regresó a Springfield el 10 de junio de 2015 y llegó mientras Gypsy-Rose y su madre estaban en una cita con el médico. Después de que regresaran a casa y Dee Dee se fuera a dormir, fue a la casa de Blanchard. Gypsy-Rose lo dejó entrar y presuntamente le dio cinta adhesiva, guantes y un cuchillo con la intención de ser usados para asesinar a Dee Dee.
Se escondió en el baño y se tapó los oídos para no tener que oír los gritos de su madre. Luego, Godejohn apuñaló a Dee Dee 17 veces por la espalda mientras dormía. Después, los dos tuvieron relaciones sexuales en la habitación de Gypsy-Rose y robaron más de 4,400 dólares en efectivo que Dee Dee había estado guardando en la casa, la mayoría provenientes de cheques de manutención infantil. Huyeron a un motel en las afueras de Springfield, donde permanecieron unos días mientras planeaban su próximo movimiento; Durante ese tiempo, fueron vistos en las cámaras de seguridad de varias tiendas. Gypsy-Rose afirmó que en ese momento creía que los dos se habían salido con la suya.
Enviaron por correo el arma homicida a la casa de Godejohn en Wisconsin para evitar que los atraparan con ella, luego tomaron un autobús hasta allí. Varios testigos que vieron a la pareja camino a la estación Greyhound notaron que Gypsy llevaba una peluca rubia y caminaba sin ayuda.

### Investigación y arrestos
Los amigos de los Blanchard sospecharon que algo andaba mal tras ver la actividad de Facebook de la cuenta de Dee Dee. Cuando las llamadas telefónicas no obtuvieron respuesta, varios amigos y vecinos acudieron a la casa. Si bien los amigos y vecinos sabían que madre e hija a menudo salían en viajes médicos sin previo aviso, vieron el auto modificado de Dee Dee todavía en el camino de entrada. Al no abrir nadie la puerta llamaron al 911. Cuando llegó la policía, tuvieron que esperar a que se emitiera una orden de registro para poder entrar, pero permitieron que uno de los vecinos trepara por una ventana. Éste informó que el interior de la casa estaba prácticamente intacto y con las sillas de ruedas de Gypsy-Rose.
Cuando se emitió la orden, la policía entró en la casa y encontró el cuerpo de Dee Dee. Los vecinos estaban preocupados por cómo se las arreglaría Gypsy sin su silla de ruedas, sus medicamentos y su equipo de apoyo, como los tanques de oxígeno y la sonda de alimentación. Los amigos crearon una cuenta de GoFundMe para pagar los gastos del funeral de Dee Dee y posiblemente los de Gypsy-Rose.
Woodmansee, que estaba entre los reunidos en el césped de los Blanchard, informó la policía sobre Gypsy-Rose y su novio secreto. Les mostró la información impresa que había guardado, que incluían su nombre. Basándose en esa información, la policía pidió a Facebook que rastreara la dirección IP desde la que se habían realizado las publicaciones en la cuenta de Dee Dee. Resultó ser en Wisconsin, luego al día siguiente agencias policiales del condado de Waukesha registraron la casa de los Godejohn en Big Bend. Godejohn y Gypsy-Rose se entregaron y fueron puestos bajo custodia policial, acusados de asesinato y un delito de acción criminal armada.
La noticia de que Gypsy-Rose estaba a salvo fue recibida con alivio en Springfield, a donde ella y Godejohn fueron poco después puestos en libertad condicional y retenidos con una fianza de un millón de dólares. Al anunciar la noticia, el sheriff del condado de Greene, Jim Arnott, advirtió que "las cosas no siempre son lo que parecen". Los medios de Springfield pronto informaron la verdad sobre la vida de los Blanchard: que Gypsy-Rose nunca había estado enferma y siempre había podido caminar, pero su madre la había hecho fingir lo contrario, utilizando abuso físico para controlarla. Arnott instó a la gente a no donar dinero a la familia hasta que los investigadores conocieran el alcance del fraude.
Gypsy-Rose se declaró culpable de asesinato en segundo grado y fue condednada a diez años de prisión. Godejohn fue declarado culpable de asesinato en primer grado y condenado a cadena perpetua sin libertad condicional y a 25 años adicionales por acción criminal armada.

## Prisión
Mientras estaba en prisión, Blanchard se comprometió con un hombre llamado Ken Urker, a quien conoció a través de un programa de amigos por correspondencia . Posteriormente terminaron su relación. En julio de 2022, se casó con el profesor de Luisiana Ryan Anderson en una ceremonia en prisión sin invitados presentes.

## Después de la cárcel
Blanchard quedó en libertad condicional el 28 de diciembre de 2023, tras cumplir ocho años de su condena de diez años. Anunció que su libro electrónico, Liberada: Conversaciones en vísperas de la libertad, se publicaría en enero de 2024. Tras su puesta en libertad, Blanchard comenzó a conceder entrevistas a varios medios de comunicación y programas de televisión. En su primera entrevista televisiva el 5 de enero, habló con Good Morning America y CNN . Más tarde ese día, apareció en un episodio de The View, en el que habló sobre su liberación de prisión y sus planes para el futuro.
Blanchard y Anderson filmaron una serie documental sobre sus vidas durante y después de su liberación de prisión. La serie, titulada Gypsy-Rose: Life After Lock Up, se estrenó en Lifetime en junio de 2024.
El 10 de marzo de 2024, Blanchard eliminó sus cuentas de Instagram y Twitter. En su apogeo, su cuenta de Instagram había acumulado 7,8 millones de seguidores. El 14 de marzo, anunció en un TikTok ahora eliminado que planeaba mantener su cuenta, pero luego eliminó su cuenta de TikTok. Desde entonces, la ha reactivado.

El 28 de marzo de 2024, Blanchard anunció que se había separado de Anderson en un comunicado publicado en su cuenta privada de Facebook obtenido por la revista People .
"La gente ha estado preguntando qué está pasando en mi vida. Desafortunadamente, mi esposo y yo estamos pasando por una separación y me mudé a la casa de mis padres en el pantano. Cuento con el apoyo de mi familia y amigos para guiarme a través de esto. Estoy aprendiendo a escuchar mi corazón. Ahora necesito tiempo para permitirme encontrar... quién soy."
Blanchard apareció en la quinta temporada del reality show de Hulu The Kardashians .
El 30 de abril de 2024, Blanchard anunció a través de TMZ que había reavivado su relación con su ex prometido Ken Urker. El 9 de julio de 2024, Blanchard anunció que ella y Urker estaban esperando su primer hijo juntos, que se espera nazca en enero de 2025. Su hija nació el 28 de diciembre de 2024.

## En la cultura popular
- En 2019, Hulu lanzó una miniserie de ocho capítulos, The Act. Joey King interpretó a Gypsy-Rose y Patricia Arquette interpretó a Dee Dee.
- La drag queen BOA interpretó a Gypsy-Rose para el Snatch Game en la temporada 1 de Canada's Drag Race.[54]

| Año  | Título                                              | Papel                                                                               | Ref.   |
| ---- | --------------------------------------------------- | ----------------------------------------------------------------------------------- | ------ |
| 2017 | Mami muerta y querida                               | Documental; aparece tanto en una entrevista en prisión como en imágenes de archivo. | [ 55 ] |
| 2017 | Dr. Phil                                            | Invitada; entrevista en prisión; 2 episodios                                        | [ 56 ] |
| 2018 | Línea nocturna de noticias ABC                      | Invitada; entrevista en prisión                                                     | [ 57 ] |
| 2018 | La venganza de Gypsy                                | Entrevista en prisión; cameo.                                                       | [ 58 ] |
| 2024 | Good Morning America                                | Invitada; 2 episodios                                                               | [ 59 ] |
| 2024 | La vista                                            | Invitada; 1 episodio                                                                | [ 60 ] |
| 2024 | Las confesiones carcelarias de Gypsy Rose Blanchard | Serie documental                                                                    | [ 61 ] |
| 2024 | Gypsy Rose: La vida después del encierro            | Serie de telerrealidad                                                              | [ 62 ] |
| 2024 | Las Kardashian                                      | Invitada; 1 episodio                                                                | [ 63 ] |
| 2024 | This Morning                                        | Invitada; 1 episodio                                                                |        |